# Elias Kachunga
Elias Kachunga (Keulen, 22 april 1992) is een Duits voetballer van Congolese afkomst die bij voorkeur als aanvaller speelt. Hij verruilde FC Ingolstadt 04 in juli 2017 voor Huddersfield Town, dat hem het voorgaande seizoen al huurde. Kachunga debuteerde in 2017 in het Congolees voetbalelftal.

## Clubcarrière
Kachunga speelde in de jeugd voor Eintracht Köln, Fortuna Köln, SSVg Haan, VfB Hilden en Borussia Mönchengladbach. In 2010 debuteerde hij als prof voor Borussia Mönchengladbach. Die club leende hem meerdere malen uit. In 2012 scoorde hij tien doelpunten in zeventien wedstrijden voor VfL Osnabrück. Daarna speelde hij drie wedstrijden voor Hertha BSC. Hij verruilde in 2013 Borussia Mönchengladbach voor SC Paderborn 07, dat hem daarvoor al een halfjaar huurde.

## Interlandcarrière
Kachunga kwam uit voor diverse Duitse nationale jeugdelftallen. In totaal maakte hij vijf doelpunten in 27 jeugdinterlands voor Duitsland. Kachunga debuteerde in 2017 in het Congolees voetbalelftal.
1 Nicholls ·
2 Sørensen ·
3 Ruffels ·
4 Pearson ·
5 Helik ·
6 Hogg  ·
7 Marshall ·
8 Wiles ·
9 Radulovic ·
10 Koroma ·
11 Healey ·
12 Maxwell ·
13 Chapman ·
14 Miller ·
15 Headley ·
16 Kane ·
17 Spencer ·
18 Kasumu ·
19 Ladapo ·
20 Turton ·
21 Evans ·
23 Lonwijk ·
24 Balker ·
25 Ward ·
28 Iorpenda ·
32 Lees ·
41 Hodge ·
Ayina ·
Coach: Duff